# Marcelo Sebá
Pour les articles homonymes, voir Séba.
 (septembre 2021).
Marcelo Sebastião Luz Barroso (Rio de Janeiro-RJ, 18 janvier 1969) est un réalisateur, scénariste, producteur et entrepreneur brésilien.
Il est le réalisateur du documentaire Fédro, qui sera présenté en avant-première au second semestre 2021. Le documentaire enregistre la réunion entre l'acteur Reynaldo Gianecchini et son mentor, directeur José Celso Martinez Corrêa, pour la première lecture de Platon « Fedro dialogue ».
Sebá a été le premier Brésilien à signer la direction artistique du Calendrier Pirelli, édition 2010. La publication comprenait la participation du photographe Terry Richardson et des modèles Ana Beatriz Barros et Gracie Carvalho, Abbey Lee Kershal, Daisy Lowe et Miranda Kerr.

## Biographie
Marcelo Sebá est né à Rio de Janeiro le 18 janvier 1969. Il a grandi à Santa Cruz, une banlieue de Rio de Janeiro.
Il a étudié à l'école municipale Coronel Berthier située à la base aérienne de Santa Cruz.
À 13 ans, il s'installe dans le quartier Leblon, voulant déjà étudier le théâtre. Deux ans plus tard, il rejoint O Tablado, aux mains de Maria Clara Machado, fondatrice de l'emblématique école de théâtre au Brésil. Ses professeurs étaient, entre autres, les actrices Guida Vianna et Louise Cardoso.
Elle a dans sa carrière professionnelle la production de théâtre, danse, concerts, albums musicaux, campagnes publicitaires et cinéma, avec les artistes Lilia Cabral, Pedro Cardoso, Miguel Falabella, Cláudia Jimenez, Taís Araújo, Arlete Salles, Carolina Ferraz, Bibi Ferreira et autres.
En 2000, il fonde la première agence spécialisée dans la mode et le comportement au Brésil, où il réalise des campagnes et des films publicitaires pour des marques telles que Cavalera, Ellus,, Forum, Sergio K, entre autres,,.
Il a été directeur marketing de la marque italienne Diesel au Brésil entre 2001 et 2008.
En 2007, il a été producteur associé du film « L'odeur du siphon » (2007), avec Selton Mello et réalisé par Heitor Dhalia.
Il était la direction artistique du calendrier Pirelli en 2010. La publication a comporté la participation du photographe Terry Richardson et des mannequins Ana Beatriz Barros et Gracie Carvalho, Abbey Lee Kershal, Daisy Lowe et Miranda Kerr.
Il a travaillé comme éditeur supplémentaire pour le livre « Lady Gaga X Terry Richardson »,, sorti en 2011. Le livre est un documentaire où ont été enregistrés les coulisses, les événements professionnels et privés de la tournée  « The Monster Ball » de la chanteuse américaine Lady Gaga.
En 2017, il signe la direction créative et le scénario du clip « Vai Malandra »,, d' Anitta et du documentaire « Tudo Vai Dar Certo », avec le rappeur trans Triz Rutzats. Réalisation de vidéos publicitaires pour les marques Sergio K et Cavalera .
En 2018, il a réalisé et scénarisé les clips « Solta a Batida » de Ludmilla, et « Sou+EU » de Gaby Amarantos.
En 2020, il réalise les courts métrages « Vidas Roubadas », avec Carolina Ferraz, Mariana Ximenes et Joaquim Lopes et « Amado Fédro », avec José Celso Martinez Corrêa, encore inédit.
En 2019, il réalise « FÉDRO », un documentaire poétique qui favorise les retrouvailles entre l'acteur Reynaldo Gianecchini et son mentor, le réalisateur José Celso Martinez Corrêa, pour la première lecture du dialogue « Fedro » de Platon, adapté par Zé Celso,,. Le film sortira le 45º Festival international du film de São Paulo, en octobre 2021.

## Filmographie

### Films
2021 - Phèdre (réalisateur et producteur)
2007 –  L'odeur du siphon (producteur associé)
1992 – Oswaldianas (acteur)

### shorts
2020 – Vies volées (réalisateur et producteur)
2020 – Bien-aimé Phèdre (réalisateur et producteur)
2017 – Everything Will Work Out par Triz Rutzats (réalisateur et producteur)

### Vidéos musicales
2018 – Solta a batida par Ludmilla (scénario et réalisation)
2018 – Sou+Eu par Gabi Amarantos (scénario et réalisation)
2017 – Vai Malandra par Anitta (scénario et direction artistique)
1995 – Veneno da lata par Fernanda Abreu (assistant réalisateur)
1995 – O Brasil é o país do swing par Fernanda Abreu (assistant réalisateur)

## Théâtre et danse
2007 – O Manifesto avec Eva Wilma et Othon Bastos (production)
1994 – Deborah Colker Dance Company Vulcão (production exécutive)
1993 – Solteira, Casada, Viúva, Divorciada avec Lilia Cabral (production)
1987 - Pluft, O Fantasminha (acteur), réalisé par Maria Clara Machado
1987 - Uma Noite avec Miguel Falabella et Stella Miranda, réalisé par Flávio Marinho (production exécutive)
1987 - The Best, A Besta avec Pedro Cardoso et Filipe Pinheiro, réalisé par Amir Haddad (production exécutive)
1987 - Le Manifeste avec Beatriz Segall et Cláudio Corrêa e Castro (assistant de production)

## Chanson
1997 – Da Lata par Fernanda Abreu (production exécutive)
1995 – Raio X par Fernanda Abreu (production exécutive) 

## Publicité
- 2017 - Elevation - Cavalera (direction créative)
- 2017 – Sérgio K – No Exit avec Vivi Orth et Pietro Baltazar (réalisateur)
- 2016 – Carmine avec Caian Maroni (réalisateur)
- 2012 – Été 2012 Bo.Bô avec Georgia May Jagger (direction créative) 
- 2012 – Sérgio K – Automne Hiver
- 2011 – Sérgio K – Automne Hiver